# Christian Mouritsen
Christian Mouritsen (ur. 3 grudnia 1988 w Thorshavn). piłkarz grający na pozycji napastnika, Reprezentant Wysp Owczych, w kadrze zadebiutował w 2009 roku. Od początku sezonu 2011 piłkarz islandzkiego klubu Valur Reykjavík.